# 谷住郷村
谷住郷村（たにじゅうごう / たにすみごう むら）は、島根県邑智郡にあった村。現在の江津市の一部にあたる。

## 地理
江川の右岸に位置していた。
- 河川：江川、長戸路川、小谷川[1]

## 歴史
- 1889年（明治22年）4月1日、町村制の施行により、邑智郡谷住郷村が単独で村制施行し、谷住郷村が発足[1][2]。
- 1954年（昭和29年）4月1日、邑智郡長谷村、市山村、川戸村、川越村と合併し、桜江村を新設して廃止された[1][2]。

### 地名の由来
中世からの谷村と住郷村が合併して、近世以降に谷住郷村となった。

## 産業
- 養蚕、コウゾ、ミツマタ、障子紙[1]。